# Dolné Dubové
Dolné Dubové é um município da Eslováquia, situado no distrito de Trnava, na região de Trnava. Tem 10,04 km² de área e sua população em 2019 foi estimada em 737 habitantes.

## Demografia
| Ano:        | 1994 | 2004  | 2014    | 2024    |
| ----------- | ---- | ----- | ------- | ------- |
| Broj ljudi: | 640  | 592   | 670     | 765     |
| Razlika:    |      | -7,5% | +13,17% | +14,17% |

| Ano:               | 2023 | 2024   |
| ------------------ | ---- | ------ |
| Número de pessoas: | 775  | 765    |
| Diferença:         |      | -1,29% |